# Geoff Berner

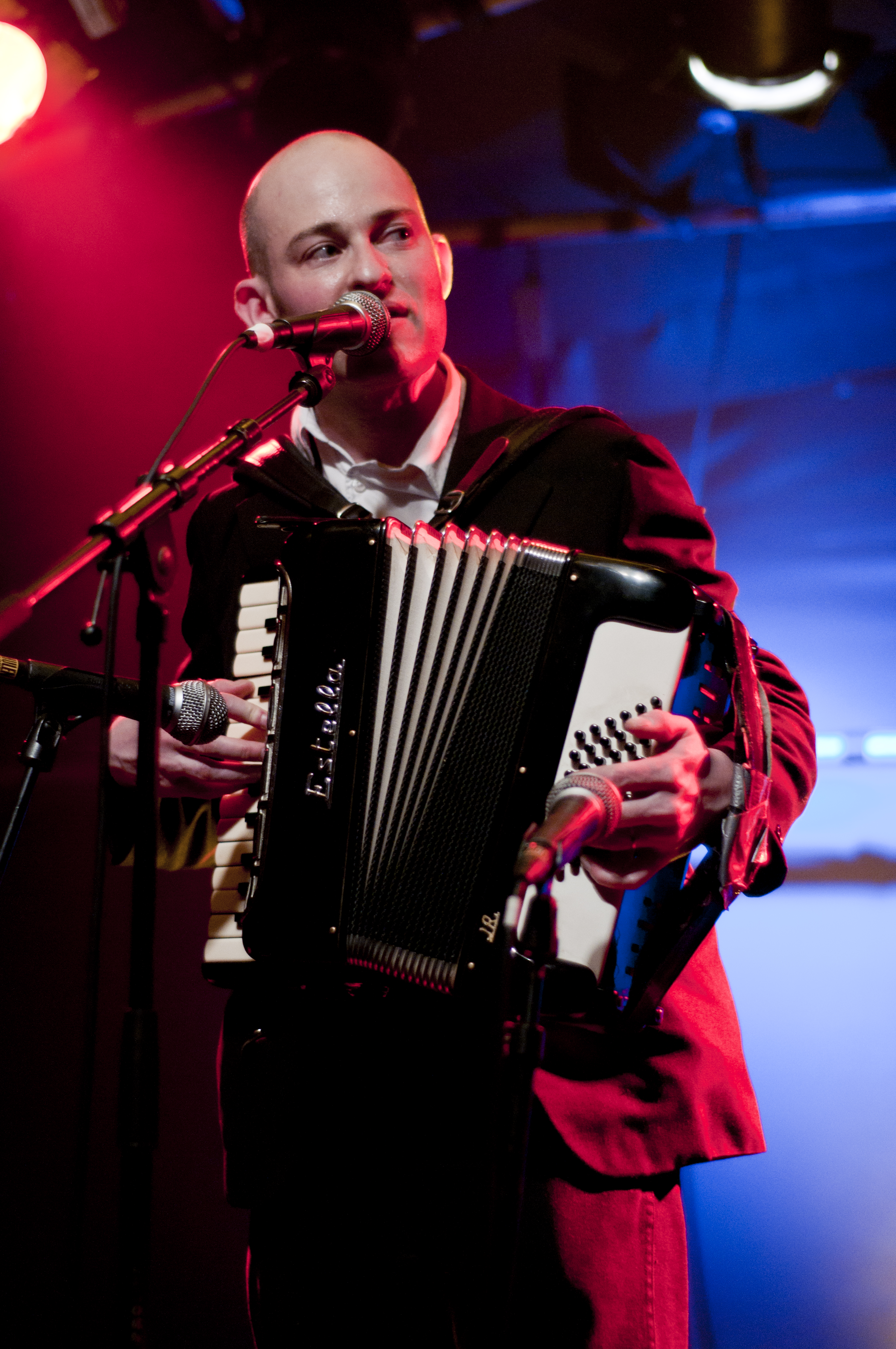
Geoff Berner live on stage 2011

Geoff Berner (* 26. November 1971 in Vancouver, British Columbia) ist ein kanadischer Sänger und Akkordeonspieler aus Vancouver, der seit Jahren mit einer Mischung aus Klezmer und Punk große Erfolge feiert.
Zitat

„Ich will originelle Klezmermusik machen, betrunken, dreckig, politisch und leidenschaftlich. Als Jude osteuropäischer Abstammung sehe ich es als meine Pflicht, diese Musik lebendig zu machen, und sie nicht hinter Glas aufzubewahren wie in einem Museum.“

## Alben
- We Shall Not Flag or Fail, We Shall Go On to the End, 2003
- Live in Oslo, 2004
- Whiskey Rabbi, 2005
- Wedding Dance of the Widow Bride, 2007
- Klezmer Mongrels, 2008
- Victory Party, Mint Records 2011
- We are going to Bremen to be Musicians, Oriente Musik 2015